# 白船睦洋
白船 睦洋（しらふね むつひろ、1960年7月15日 - ）は、日本のベーシスト。北海道苫小牧市生まれ、札幌市育ち。昭和音楽大学教授。

## プロフィール
札幌学院大学在学中、AN Music School主催のANEX80北海道予選にてベストプレーヤー賞受賞。AN Music School にて鈴木淳に師事。在学中よりヤマハ関係やCMレコーディング、北海道アーティスト（鈴木一平他）のサポートなどを始める。在学中よりインストバンド「STELLA」での活動を始める。
1983年の大学卒業後より北海道アーティスト、みのやまさひこのライブサポートを「STELLA」で行い、全国ライブツアーなどを行う。
CBSソニー・SD北海道に所属し、「STELLA」の活動も並行して行う。
大学の同級生でもあった横山輝一とカップリングし、ヴォーカルバンドとして活動する。横山輝一ソロデビュー、バンド解散に伴い1986年に単独渡米（ニューヨーク）後、上京。しばたはつみサポートバンドのオーディション合格を機に東京での活動を開始する。
現在に至る。

## レコーディング参加
- KinKi Kids 『H_album_-H・A・N・D-』
- 狩野泰一　『風うたう』
- 泉睦奥彦　『HEAVEN INSIDE』
- m-flo　『Hoe You Like Me Now?』
- 花花　『ずっと一緒に』
- イズミカワソラ　『東京フラミンゴ』
- 井上昌己　『愛の神様　恋の天使』、『Fair Way』、『Fair Way LIVE』、『Sweet』、『Up Side Down』、『SHOKO-LA2』
- 中西圭三　『Steps』
- 松田樹利亜　『欠落』、『SPIRIT』、『DIVE』、『VIBRATE』
- 池田聡　『Re-Born』
- 横山輝一　『YOU GOT IT!』、『BREAK OUT』
- 平松愛理　『Usa-Bara』
- ICE 『ICE』
- The Becauz　『Silly Girl』、『Becauz』、『SOMETHING BLUES』
- 演劇集団キャラメルボックス　『unforgettable ORIGINAL SOUNDTRACK』、『THE EIGHTH COLOR OF THE RAINBOW』、『BLACK FLAG BLUES』、『SKETHBOOK VOYAGER』、『広くてすてきな宇宙じゃないか』、『クロノス』、『Dr.TV 汐留テレビ緊急救命室』、『あした あなた あいたい／ミス・ダンデライオン』、『雨と夢のあとに』、『少年ラヂオ』、『サボテンの花』、『まつさをな』、『きみがいた時間 ぼくがいく時間』
- 三柴理エレクトリックトリオ　『TAG』
- STORK　『王者降臨』
- 音響療法による「快眠」「神経疲労解消」
- 渡辺忠志　『W1』
- 双界儀オリジナルサウンドトラック
- 岩男潤子　『alive』、『appear』
- 石井達也　『Love』
- 越山元貴　『I'm A 北海道MAN』
- 今井絵理子　『just kiddin'』
- その他、多数の歌手・アーティストのアルバム・シングル・アニメ・CM録音等に参加（磯野テルオ、米光美保、スズキチハル、真琴つばさ、K.、河田純子、TOKIO、イズミカワソラ、仲里幸広、春原祐紀、L3C、L’eclipse、下川みくに、上新功祐 、bkoz、他）

　（順不同）

## Live
- みのやままさひこ
- しばたはつみ
- 横山輝一
- GWINKO
- 井上昌己
- 平松愛理
- The Becauz
- 研ナオコ
- m-flo
- STORK
- 三柴理エレクトリックトリオ
- 狩野泰一
- はいだしょうこ
- 今井絵理子
- 中西圭三
- DETONATION Plus
- 池田聡
- Daniel Ho
- NSR